# Childe Roland to the Dark Tower Came

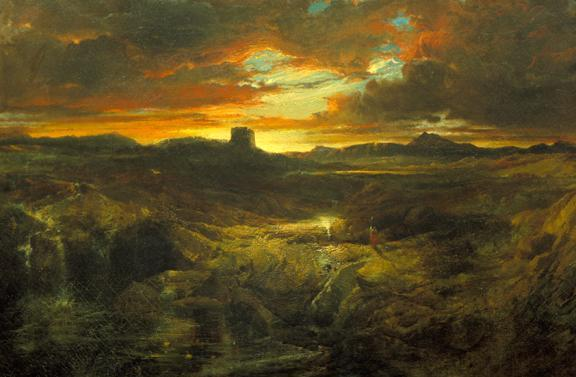
Childe Roland to the Dark Tower Came, mal. Thomas Moran, 1859

„Childe Roland to the Dark Tower Came” (pol. „Sir Roland pod Mroczną Wieżą stanął”) – poemat narracyjny Roberta Browninga powstały w 1855 i opublikowany po raz pierwszy w tym samym roku w zbiorze zatytułowanym Men and Women.
Tytuł, który jednocześnie stanowi ostatnie słowa utworu, zaczerpnięty został z jednego z wersów sztuki Williama Shakespeare’a Król Lear.
W sztuce Edgar, syn Gloucestera, próbuje uwiarygodnić swoje przebranie za szalonego Tomka, mówiąc w sposób nonsensowny, z jego to wypowiedzi pochodzi wspomniany wers. Inspirację Shakespeare’a stanowiła angielska baśń „Childe Rowland”, chociaż wiersz nie łączy się bezpośrednio z tą opowieścią. Browning twierdził, że poemat przyszedł mu do głowy, w kompletnej formie, podczas snu i powiedział o nim kiedyś: „When I wrote this, God and Browning knew what it meant. Now God only knows”. [Kiedy to pisałem, Bóg i Browning wiedzieli, co oznacza. Teraz jedynie Bóg wie].
Na język polski poemat przełożył Juliusz Żuławski pt. „Sir Roland pod Mroczną Wieżą stanął”, zamieszczony on został w wyborze tegoż tłumacza zatytułowanym Robert Browning – poezje wybrane wydanym w 1969.
Browning opowiada o podróży Rolanda do Mrocznej Wieży w 34 sześciowersowych strofach pisanych jambicznym pentametrem, z rymami w układzie A-B-B-A-A-B. Poemat przepełniają obrazy rodem z koszmaru sennego, lecz opisywanej scenerii nadał poeta niezwykłą realność poprzez zastosowanie szczegółowych opisów krajobrazu, co w jego twórczości z innych okresów jest dość rzadkie. Poemat uważany jest za jeden z trudniejszych w odbiorze utworów Browninga, co może być po części spowodowane faktem, iż historia bohatera rozwija się w sposób pośredni, „w przebłyskach”, i jest niejako poboczna w stosunku do kreacji ogólnego obrazu stanu psychicznego bohatera.
Imię Roland, odwołania do jego rogu (w wersji angielskiej slughorn – pseudo-średniowieczny instrument muzyczny, który wymieniają jedynie Thomas Chatterton i sam Browning), średniowieczna sceneria oraz tytułowe childe (średniowieczne angielskie określenie rycerza, który nie został jeszcze poddany próbie) sugerują, że protagonistą utworu jest Roland, paladyn Karola Wielkiego, bohater Pieśni o Rolandzie, XI-wiecznego francuskiego anonimowego utworu z gatunku chanson de geste. Jednak w Pieśni o Rolandzie nie ma mowy ani o Mrocznej Wieży ani o jakiejkolwiek samotnej wyprawie Rolanda, i oprócz wyżej wymienionych dość luźnych skojarzeń nie widać w wierszu innych wyraźnych do niej nawiązań.
Poemat rozpoczyna się rozważaniami Rolanda na temat prawdomówności człowieka, który skierował go do Mrocznej Wieży. Historia opowiadana przez Browninga nie jest literacką transpozycją Pieśni o Rolandzie, a punktem wyjścia jest raczej Szekspir. Przepełniony pesymizmem, chwilami cyniczny Roland w trakcie poszukiwań Mrocznej Wieży doświadcza rozmaitych trudności i przeszkód, chociaż większość ich powstaje raczej w jego wyobraźni. Poemat urywa się nagle w momencie przybycia Rolanda do wieży, więc nie wiadomo, co go tam oczekuje i nie znamy wyniku jego wyprawy czy ewentualnego spotkania w wieży. W tym przypadku ważniejsza od celu jest sama droga do niego.
Judith Weissman zasugerowała, że Browning mógł mieć na celu pokazanie w jaki sposób rycerski kodeks gloryfikujący honor i sławę „destroys the inner life of the would-be hero, by making us see a world hellishly distorted through Roland's eyes” [niszczy życie wewnętrzne niedoszłego bohatera, poprzez pokazanie czytelnikowi świata potwornie zniekształconego w oczach Rolanda]. William Lyon Phelps proponuje trzy inne interpretacje utworu. Według dwu pierwszych Mroczna Wieża jest symbolem rycerskiej wyprawy. Sukces można osiągnąć jedynie poprzez porażkę albo też cel jest realizacją daremności. Według trzeciej interpretacji, Wieża oznacza potępienie.

## Utwory inspirowane poematem
Childe Roland służył jako inspiracja dla licznych dzieł literackich, również dla literatury popularnej. Odwoływali się do wiersza m.in.:
- amerykański pisarz Stephen King w serii opowiadań i powieści Mroczna Wieża (1982-2004);
- walijski autor science-fiction Alastair Reynolds w Diamond Dogs (2001);
- kanadyjski autor science-fiction i fantasy Gordon R. Dickson w cyklu powieściowym Childe (1959-2001);
- Andre Norton w czwartej powieści z serii Świat Czarownic (1967);
- brytyjska pisarka A.S. Byatt, postać Rolanda Michella w jej powieści Opętanie (1990) jest wzorowana na browningowskim bohaterze;
- amerykańska autorka Willa Cather w The Burglar's Christmas;
- irlandzki pisarz John Connolly w powieści Księga rzeczy utraconych.

Również film odwoływał się do utworu Browninga. W specjalnym odcinku brytyjskiego serialu Doktor Who pt. „The Five Doctors”, wyemitowanym w 1983 z okazji 20. rocznicy jego premiery telewizyjnej, wykorzystano fragmenty wiersza, scenarzysta Terrance Dicks wymienia go wśród utworów, które go zainspirowały.